# ملعب 20 أغسطس 1955 (بشار)
ملعب 20 أغسطس 1955 هو ملعب متعدد الاستخدامات في مدينة بشار الجزائرية، يتم استخدامه حاليا في الغالب لمباريات كرة القدم وهو أرضية شبيبة الساورة. طاقة استيعاب الملعب 20،000 متفرج بعد التوسعة.
يضم الملعب منصة شرفية وأخرى للصحافة وذلك بعد التوسعة الأخيرة التي شهدها عام 2012.

## وصلات خارجية
- لمحة عن الملعب من موقع كومبيتيسيون
- لمحة عن الملعب من موقع دز فوت